# Садовое (Никольский район)
Садовое (укр. Садове) — село на Украине, находится в Мариупольском районе Донецкой области.
Население по переписи 2001 года составляет 56 человек.

## Адрес местного совета
87023, Донецкая область, Никольский р-н, с. Зелёный Яр, ул. Молодижна, 11, 9-37-28